# Parasuphalomitus macinnesi
Parasuphalomitus macinnesi is een insect uit de familie van de vlinderhaften (Ascalaphidae), die tot de orde netvleugeligen (Neuroptera) behoort. 
Parasuphalomitus macinnesi is voor het eerst wetenschappelijk beschreven door New in 1984.